# Creu Escapçada (Calonge de Segarra)
La Creu Escapçada és una creu de terme de Calonge de Segarra (Anoia) situada al Raval d'Aleny, a l'antic camí de les Quadres, a tocar del terme de Calaf.
Està realitzada en pedra del país, formada per la unió de dos elements dissociats (un fust hexagonal i una base quadrada). Es troba a peu d'un dels antics camins de Calaf a Calonge, indicant per tant la partió amb aquest terme. Presenta bon estat de conservació. A la cara oest, s'hi aprecia una inscripció en mal estat, s'hi pot llegir any 1908. Possiblement estava coronada per una creu de pedra o metall actualment desapareguda.